# David Jarh
David Jarh, slovenski trobentač, * 21. februar 1967, Celje.
Jarh je eden najboljših slovenskih jazz trobentačev, javnosti pa najbolj znan kot solist v Big Bandu RTV Slovenija. V karieri je sodeloval s svetovnimi imeni jazza kot so Art Farmer, Duško Gojković, Bob Mintzer, Don Menza, Dick Oats, ...

## Zgodnja leta
David Jarh se je rodil leta 1967 v Celju. Trobento je začel igrati pri osmih letih in zato je kriv Herb Alpert. V tretjem razredu osnovne glasbene šole se je vključil v godbo na pihala, kjer so opazili, da ga zanima jazz in se je pri enajstih letih že priključil amaterskemu big bandu Žabe iz Celja, ki velja za najstarejši ljubiteljski big band v Sloveniji in kjer se je prvič srečal z jazzom. Tam je imel tudi svoj prvi solo in sicer pri skladbi American Patrol. 

## Šolanje
Osnovno glasbeno šolo je obiskoval v Celju pri profesorju Stanku Pojavniku, šolanje je nadaljeval na Srednji glasbeni in baletni šoli Ljubljana pri profesorju Jožetu Žitniku. Odločil se je za smer jazz, ker se mu je zdela klasična glasba preveč natančna. Študiral je na Univerzi za glasbo in uprizoritvene umetnosti Gradec v Avstriji pri profesorju Edvardu Holnthanerju, podiplomski študij pa je opravil v Los Angelesu pod mentorstvom Bobbyja Shewa.

## Delo
David Jarh je od leta 2001 član Big Banda RTV Slovenija, kot trobentač solist. Prav tako je učitelj komorne igre, skupinske igre, trobente in jazz trobente na Konservatoriju za glasbo in balet Ljubljana. Poučuje tudi na Akademiji za glasbo v Ljubljani, kot docent pri predmetu jazz trobente.
Prve skladbe je začel pisati za svoj combo band že na šolanju v Angliji (verjetno na kakšni poletni šoli, nisem našel bolj točnih navedb), od koder izvira njegov »Yet I Wonder«.
V osemdesetih letih je sodeloval v jazz zasedbi Quatebriga ki je pomembno prispevala k pestrosti takratne postpunkovske in novovalovske scene. V prvotnem kvintetu so igrali pihalec in pianist Milko Lazar, trobentač David Jarh, kitarist Igor Leonardi, kontrabasist Nino de Gleria in bobnar Aleš Rendla. Sodeloval je tudi s skupino Laibach.
Je ustanovitelj David Jarh Quarteta. Glasbenike si je izbral glede na »ritmično krvno skupino in harmonično veroizpoved« in posledica je elektroakustični jazz kvartet Soulfull. Kvartet je leta 2000 izdal avtorsko zgoščenko Misteriosso. Valček »On the Road« je nastal med pripravami za pot v Rim leta 1990, skladba It takes time je dozorela v času težavnih odločitev, Papaye pa zveni zmerno optimistično in pelje v latinskoameriškem ritmu bolj sončnim časom naproti.
V Sloveniji je eden najboljših in najbolj znanih jazz trobentačev. David Jarh zase pravi, da je liričen jazz trobentač, in taka naj bi bila tudi njegova glasba. Sodeloval je že s svetovnimi imeni jazza kot so Art Farmer, Duško Gojković, Bob Mintzer, Don Menza, Dick Oats.